# الألعاب الآسيوية الشتوية 1996
الألعاب الآسيوية الشتوية 1996 أقيمت من 4 فبراير إلى 11 فبراير. تم افتتاحها رسميا من قبل جيانغ زيمين. شارك فيها 453 رياضياً من 17 بلداً.

## الرياضات
تم التنافس في الرياضات التالية:
- التزلج على المنحدرات الثلجية
- بياثلون
- تزلج ريفي
- تزلج فني على الجليد
- تزلج حر
- هوكي الجليد
- التزلج على مسار قصير
- تزلج سريع
- قفز تزلجي

## جدول الميداليات
البلد المستضيف
| الترتيب  | منتخب          | ذهبية | فضية | برونزية | المجموع |
| -------- | -------------- | ----- | ---- | ------- | ------- |
| 1        | الصين          | 15    | 7    | 15      | 37      |
| 2        | كازاخستان      | 14    | 9    | 8       | 31      |
| 3        | اليابان        | 8     | 14   | 10      | 32      |
| 4        | كوريا الجنوبية | 8     | 10   | 8       | 26      |
| 5        | أوزبكستان      | 0     | 1    | 1       | 2       |
| الإجمالي | الإجمالي       | 45    | 41   | 42      | 128     |

## البلدان المشاركة
|  | - الصين - هونغ كونغ - الهند - إيران - اليابان | - كازاخستان - قرغيزستان - كوريا الجنوبية - الكويت - لبنان | - ماكاو - منغوليا - باكستان - تايلاند - طاجيكستان | - تايوان - أوزبكستان |  |